# ボック (ビール)
ボック（英語: Bock）はビールのスタイルの一つである。

## 概要
ドイツのアインベックが発祥とされ、南ドイツで発展した。アルコール度数は高め。下面発酵のものも上面発酵のものもある。
ボックのラベルには雄ヤギが描かれていることが多いが、これはドイツ語: Bockが雄ヤギを意味するためである。
名前の由来は、発祥の地であるアインベックから採られたという説と、飲んだ人が「若い雄ヤギのように元気になる」からことから採られたという説がある。

## トラディショナル・ボック
ボックの最も伝統的なスタイル。17世紀頃に作られた。重厚な麦芽風味があり、液色は濃色。
『ビアスタイル・ガイドライン1208』ではボック（トラディショナル・ボック）を以下のように定義している。
- 色合いは、ディープ・カッパーからダーク・ブラウンまでの範囲。
- トースト風、ナッツ風のモルトアロマ
- ホップのフレーバー、アロマは共に弱い
- アルコール度数は6.3%から7.5%
- IBU 20から30
- SRM 20から30

SRM イメージ色
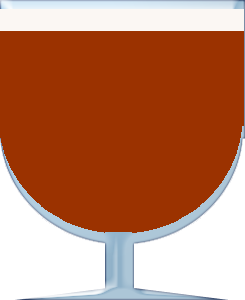
SRM 20
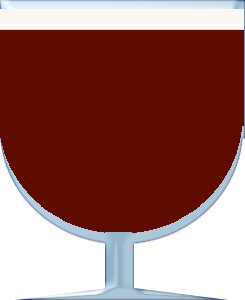
SRM 30

## ヘレスボック/マイボック
「淡いビール」を意味する「独: Hellbier」の略からヘレスと呼ばれる。19世紀ころに作られた。
トラディショナル・ボックよりも液色が淡く、ドライで苦味も強い。5月に飲まれることが多いので、「マイ（独: Mai、5月）ボック」とも呼ばれる。
『ビアスタイル・ガイドライン1208』ではヘレスボックを以下のように定義している。
- アルコール度数は6.3%から8%
- IBU 20から38
- SRM 4から10

SRM イメージ色
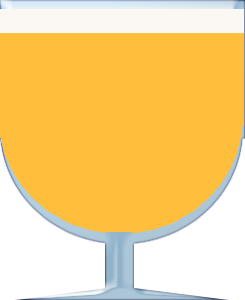
SRM 4
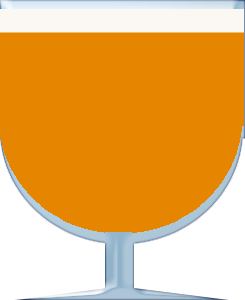
SRM 9

## ドッペルボック
ドッペルボック（独: Doppelbock）は高アルコールで麦芽の甘味が強い。アロマはトースト香が主体。
『ビアスタイル・ガイドライン1208』ではドッペルボックを以下のように定義している。
- アルコール度数は6.5%から8%
- IBU 17から27
- SRM 12から30

SRM イメージ色
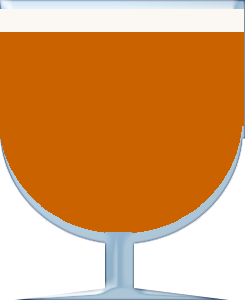
SRM 13
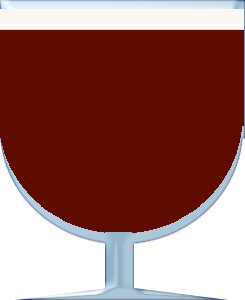
SRM 30

## アイスボック
アイスボック（独: Eisbock）はドッペルボックを凍らせて氷を取り除くことでアルコールを凝縮させたビールである。
伝説では、バイエルン州クルムバッハで1890年頃の冬にあるビール醸造家の弟子がビール樽を外に出しっぱなしにして一晩が経ったところ、水分が凍結して良い味になっていた。これがアイスボックの誕生とされている。
『ビアスタイル・ガイドライン1208』ではアイスボックを以下のように定義している。
- 色合いは、ディープ・カッパー（濃い銅色）からブラックまでの範囲
- ホップの苦味は非常に弱い
- ホップのフレーバーとアロマはまったく感じられない
- アルコール度数は8.6%から14.4%
- IBU 26から33
- SRM 18から50

SRM イメージ色
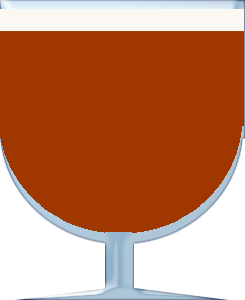
SRM 19
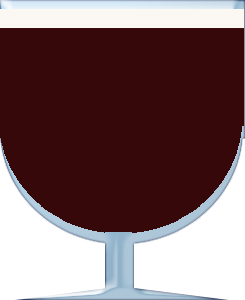
SRM 40

## ヴァイツェンボック
ヴァイツェンボック（独: Weizenbock）は小麦（ヴァイツェン、独: Weizen）を主原料として造られるのが特徴。酵母を含むため、濁っている。アロマはクローヴ香やバナナ香があるが、ダークものからは通常のボック同様のトースト香もある。
『ビアスタイル・ガイドライン1208』ではヴァイツェンボックを以下のように定義している。
- 色合いは、ゴールドからダーク・ブラウン
- ホップの苦味は弱い
- アルコール度数は6.9%から9.3%
- IBU 15から25
- SRM 4.5から30

SRM イメージ色
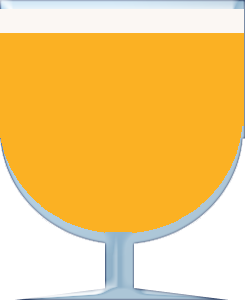
SRM 5
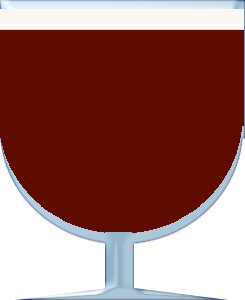
SRM 30

## ギャラリー

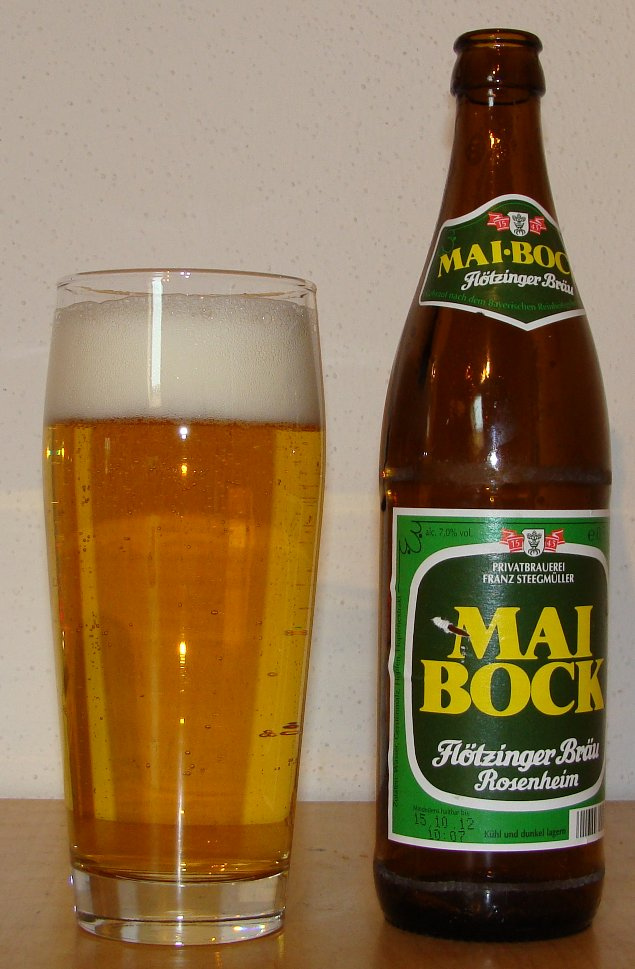
マイボック（Flötzinger Maibock）
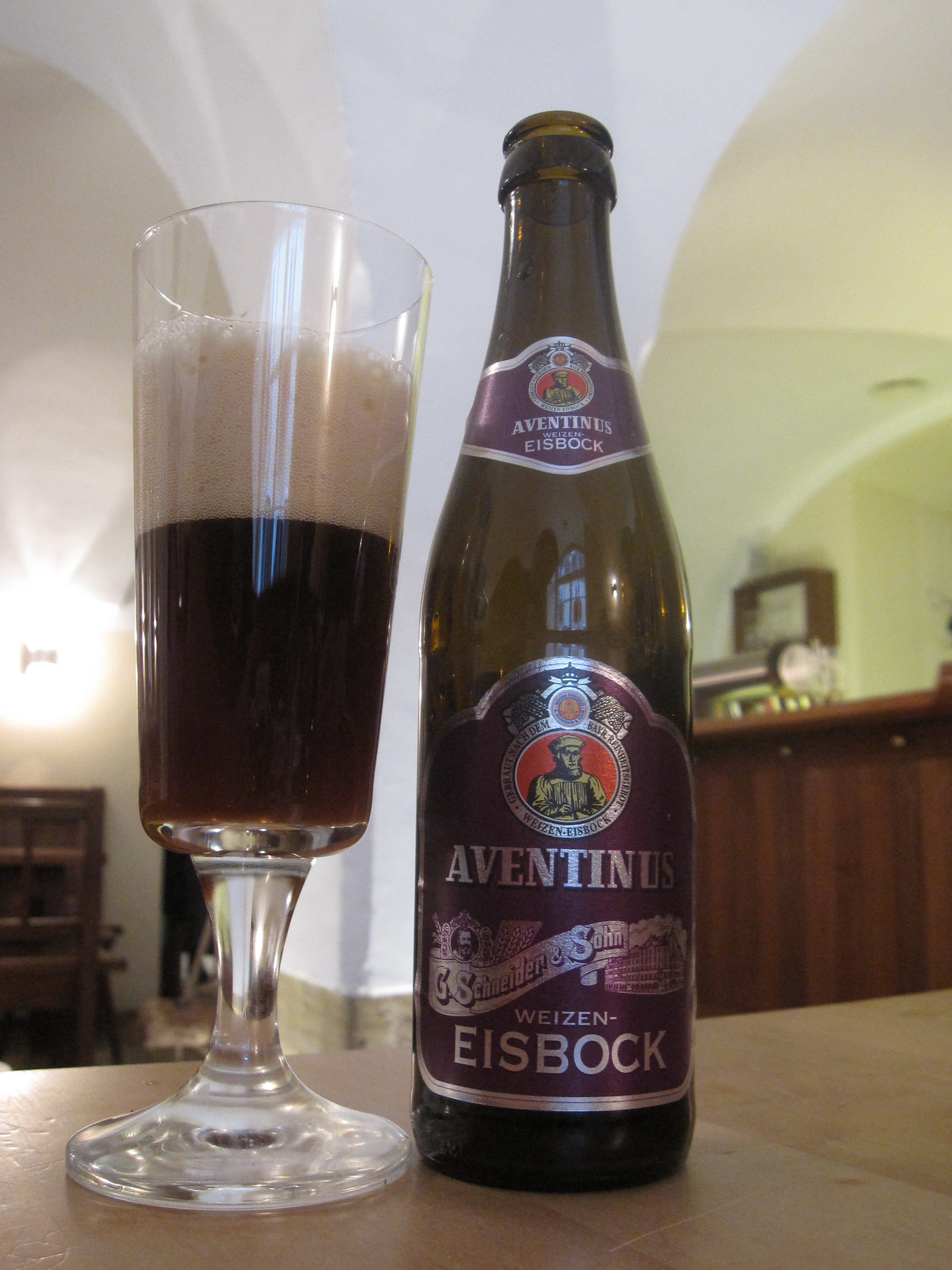
ヴァイツェン アイスボック（Schneider Aventinus Weizen-Eisbock）